# 814
Năm 814 là một năm trong lịch Julius.